# سينما ريالطو
سينما ريالطو (Cinema Rialto) هي قاعة في الدار البيضاء المغربية تستعمل كسينما وكمسرح. شيدت عام 1929، وهي من أقدم قاعات السينما في المغرب.

## تاريخ
تم بناء الريالطو عام 1929 بتصميم المعماري پياغ جابان (Pierre Jabin). لسينما ريالطو رمزية تاريخية في الدار البيضاء المنغرسة في زمن ثقافة الإمتاع والاستمتاع، فاستضافت الريالطو حفل افتتاحية لأفلام عالمية واستدعت مؤدين مرموقين فمثلا أتت إديث بياف وشارل أزنافور وغيرهما، وحتى الممثلة الأميركية جوزفين بيكر جائت في 1943 لتغني أمام الجنود الأميركيين الموجودين هناك بعد عملية الشعلة خلال الحرب العالمية الثانية.
قلت أهمية قاعات الأفلام  مع انتشار تقنية سمحت للعموم بمشاهدة الأفلام في المنزل بتكلفة أقل، إلا أن سينما ريالطو مازالت تستقطب الزوار والسياح.

## عمارة
تعد سينما ريالطو معلما من معالم عمارة الفن الزخرفي التي تشتهر بها المدينة، ولذلك تستقطب الزوار والسياح.
تأوي 1300 مقعد، ومنها هناك 400 مقعد في الطابق المشرف الذي تتميز به القاعة.
رغم تكاثف عمليات الترميم عبر القرون، إلا أنها مازالت تعد مبنى بأسلوب الفن الزخرفي كليا.